# بيرو (إلينوي)
بيرو (بالإنجليزية: Peru, Illinois)‏ هي مدينة تقع في الولايات المتحدة في إلينوي. يقدر عدد سكانها بـ 10,295 نسمة .

## التركيبة السكانية
حدّد مكتب تعداد الولايات المتحدة بيانات التركيبة السكانية لبيرو في تعداد الولايات المتحدة. في ما يلي، التركيبة السكانية حسب تعدادي 2000 و2010.

### تعداد عام 2000
بلغ عدد سكان بيرو 9,835 نسمة بحسب تعداد عام 2000، وبلغ عدد الأسر 4,143 أسرة وعدد العائلات 2,674 عائلة مقيمة في المدينة. في حين سجلت الكثافة السكانية 388.9 نسمة لكل كيلومتر مربع (1,007.2/ميل2). وبلغ عدد الوحدات السكنية 4,413 وحدة بمتوسط كثافة قدره 174.5 لكل كيلومتر مربع (452.0/ميل2).
وتوزع التركيب العرقي للمدينة بنسبة 96.47% من البيض و0.32% من الأمريكيين الأفارقة و0.18% من الأمريكيين الأصليين و1.11% من الأمريكيين ذوي الأصول الآسيوية و0.01% من سكان جزر المحيط الهادئ و1.16% من الأعراق الأخرى و0.75% من عرقين مختلطين أو أكثر و4.08% من الهسبانيون أو اللاتينيون من أي عرق.
بلغ عدد الأسر 4,143 أسرة كانت نسبة 28.9% منها لديها أطفال تحت سن الثامنة عشر تعيش معهم، وبلغت نسبة الأزواج القاطنين مع بعضهم البعض 53.7% من أصل المجموع الكلي للأسر، ونسبة 7.9% من الأسر كان لديها معيلات من الإناث دون وجود شريك،  بينما كانت نسبة 2.9% من الأسر لديها معيلون من الذكور دون وجود شريكة وكانت نسبة 35.5% من غير العائلات. تألفت نسبة 31.5% من أصل جميع الأسر من عدة أفراد يعيشون في نفس المنزل ونسبة 15.5% كانت تتألف من شخص يعيش بمفرده يبلغ من العمر 65 عاماً أو أكثر. وبلغ متوسط حجم الأسرة المعيشية 2.33، أما متوسط حجم العائلات فبلغ 2.93.
بلغ العمر الوسطي للسكان 40.9 عاماً. وكانت نسبة 22% من القاطنين تحت سن الثامنة عشر، وكانت نسبة 7.4% بين الثامنة عشر والرابعة والعشرين عاماً، ونسبة 27.1% كانت واقعةً في الفئة العمرية ما بين الخامسة والعشرين والرابعة والأربعين عاماً، ونسبة 21.8% كانت ما بين الخامسة والأربعين والرابعة والستين، ونسبة 19.9% كانت ضمن فئة الخامسة والستين عاماً فما فوق. يوجد لكل 100 أنثى 91.5 ذكر، ويوجد لكل 100 أنثى في الثامنة عشر من عمرها فما فوق 90.0 ذكر.
بلغ متوسط دخل الأسرة في المدينة 37,060 دولارًا، أما متوسط دخل العائلة فبلغ 48,180 دولارًا. وكان متوسط دخل الذكور 39,722 دولارًا مقابل 21,961 دولارًا للإناث. وسجل دخل الفرد الخاص بالمدينة 20,658 دولارًا. وكانت نسبة 4.8% من العائلات ونسبة 7.5% من السكان تحت خط الفقر، وكان من هؤلاء نسبة 12.8% تحت سن الثامنة عشر ونسبة 4.7% في الخامسة والستين من العمر وما فوق.

### تعداد عام 2010
بلغ عدد سكان بيرو 10,295 نسمة بحسب تعداد عام 2010، وبلغ عدد الأسر 4,479 أسرة وعدد العائلات 2,677 عائلة مقيمة في المدينة. في حين سجلت الكثافة السكانية 407.1 نسمة لكل كيلومتر مربع (1,054.4/ميل2). وبلغ عدد الوحدات السكنية 4,807 وحدة بمتوسط كثافة قدره 190.1 لكل كيلومتر مربع (492.4/ميل2).
وتوزع التركيب العرقي للمدينة بنسبة 93.88% من البيض و0.70% من الأمريكيين الأفارقة و0.26% من الأمريكيين الأصليين و1.62% من الأمريكيين ذوي الأصول الآسيوية و2.18% من الأعراق الأخرى و1.36% من عرقين مختلطين أو أكثر و6.15% من الهسبانيون أو اللاتينيون من أي عرق.
بلغ عدد الأسر 4,479 أسرة كانت نسبة 26.5% منها لديها أطفال تحت سن الثامنة عشر تعيش معهم، وبلغت نسبة الأزواج القاطنين مع بعضهم البعض 45.6% من أصل المجموع الكلي للأسر، ونسبة 10% من الأسر كان لديها معيلات من الإناث دون وجود شريك،  بينما كانت نسبة 4.2% من الأسر لديها معيلون من الذكور دون وجود شريكة وكانت نسبة 40.2% من غير العائلات. تألفت نسبة 34.9% من أصل جميع الأسر من عدة أفراد يعيشون في نفس المنزل ونسبة 17% كانت تتألف من شخص يعيش بمفرده يبلغ من العمر 65 عاماً أو أكثر. وبلغ متوسط حجم الأسرة المعيشية 2.23، أما متوسط حجم العائلات فبلغ 2.87.
بلغ العمر الوسطي للسكان 44.3 عاماً. وكانت نسبة 20.8% من القاطنين تحت سن الثامنة عشر، وكانت نسبة 7.6% بين الثامنة عشر والرابعة والعشرين عاماً، ونسبة 22.6% كانت واقعةً في الفئة العمرية ما بين الخامسة والعشرين والرابعة والأربعين عاماً، ونسبة 27.1% كانت ما بين الخامسة والأربعين والرابعة والستين، ونسبة 21.9% كانت ضمن فئة الخامسة والستين عاماً فما فوق. وتوزع التركيب الجنسي للسكان بنسبة 47.6% ذكور و52.4% إناث.

## أعلام
- نورة كيركباتريك
- ويليام إي. ميتزجر
- توماس لونش
- راسيل ماير